# Regisaurus

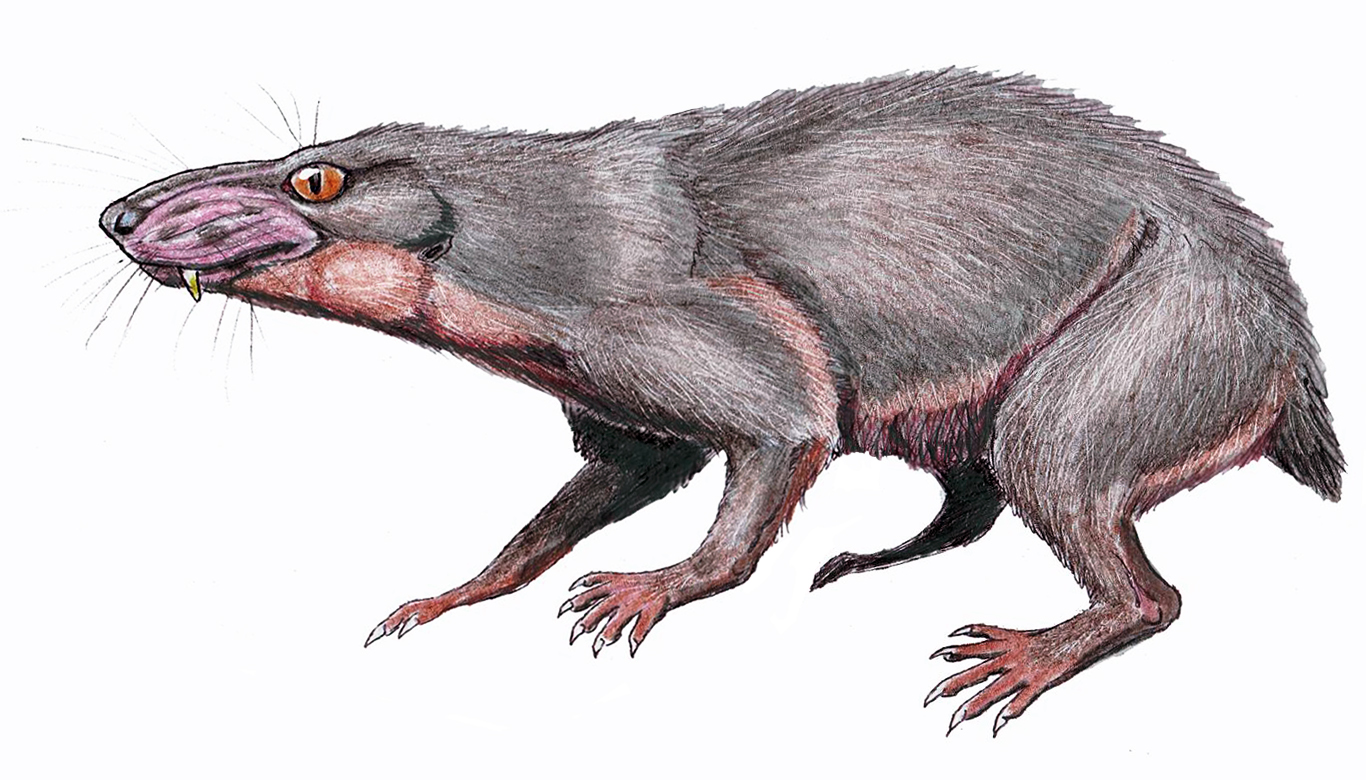
Реконструкція

Regisaurus («ящірка Рекса», названа на честь свого першовідкривача Френсіса Рекса Паррінгтона) — вимерлий рід дрібних хижих тероцефалів. Він відомий з одного описаного виду, типового виду Regisaurus jacobi, із ранньотріасової зони збору лістрозаврів у ПАР, хоча також відомий принаймні один неописаний вид.

## Опис
Це був досить похідний бауріоїд із міцним черепом, коротким хвостом, довгими кінцівками та відносно великими іклами. Він, очевидно, був пов'язаний з Урумчією і, як і Урумчія, мав лемішеві кістки, які утворюють вторинне піднебіння, але вони не звужувалися до кінчика, як в Урумчії. Однак він зберіг деякі примітивні характеристики. У нього було по шість різців на кожній стороні щелепи, тоді як у інших бауріоїдів було менше. Ймовірно, він був м'ясоїдним і харчувався комахами та дрібними хребетними.